# Emília Viotti da Costa
Emília Viotti da Costa (São Paulo, 28 de febrero de 1928 — São Paulo, 2 de noviembre de 2017) fue una historiadora y profesora brasileña.
Autora de varios libros relacionados con el sistema colonial brasileño, entre los que destaca "Da Senzala à Colônia", publicado por la Editora UNESP, que aborda la transición del trabajo esclavo al trabajo libre en la zona cafetera paulista y es considerado una referencia obligatoria para los estudiosos del periodo.
La historiografía de Emília Viotti da Costa está enraizada en una perspectiva marxista, reflejada en su análisis de la formación de Brasil a partir de un punto de vista social y económico. Su obra "Da Monarquia à República", por ejemplo, examina la influencia de las élites agrarias en la configuración del territorio brasileño, evidenciando como la economía desempeña un papel crucial en este proceso. Viotti da Costa utiliza la perspectiva marxista para investigar cómo las relaciones de clase y los intereses económicos moldean la historia, ofreciendo una visión crítica de las narrativas tradicionales.
La historiadora abordó de forma significativa en e libro "Da Senzala à Colônia", en que aplica la teoría marxista para explorar la formación y evolución de las instituciones sociales y políticas brasileñas, resaltando la importancia de las estructuras económicas y de las luchas de clase. Su análisis crítico de las élites y las dinámicas de poder, así como su abordaje al materialismo histórico, refleja un legado expresivo en su interpretación de la historia, desafiando interpretaciones convencionales y ofreciendo una perspectiva más profunda sobre los procesos históricos en Brasil.